# Syzygium sulphuratum
Syzygium sulphuratum är en myrtenväxtart som först beskrevs av Henry Nicholas Ridley, och fick sitt nu gällande namn av Rafaël Herman Anna Govaerts. Syzygium sulphuratum ingår i släktet Syzygium och familjen myrtenväxter.
Artens utbredningsområde är Sumatera. Inga underarter finns listade i Catalogue of Life.